# Mihălășeni
Mihălășeni is een Roemeense gemeente in het district Botoșani.
Mihălășeni telt 2394 inwoners.